# أليس راسيل
أليس راسيل (بالإنجليزية: Alice Russell)‏ هي مغنية بريطانية، ولدت في 1 مارس 1975 في فراملينغهام ‏ في المملكة المتحدة.

## وصلات خارجية
- الموقع الرسمي
- أليس راسيل على موقع ميوزك برينز (الإنجليزية)
- أليس راسيل على موقع أول ميوزيك (الإنجليزية)
- أليس راسيل على موقع ديسكوغز (الإنجليزية)